# Palác Karlín
Palác Karlín je kancelářská, původně funkcionalistická budova v Praze 8-Karlíně. Nachází se na nároží ulic Thámovy a Křižíkovy.

## Popis a poloha
Palác Karlín je jednou z nejvýznamnějších budov v pražském Karlíně, která byla postavena původně jako ředitelství Československé Kolben Daněk. Historie Paláce Karlín začíná v roce 1929, respektive v roce 1850, kdy byla postavena menší secesní budova. V roce 1999 proběhla první velká rekonstrukce včetně nástavby 2 pater, a to na základě urbanistického řešení mikro lokality, za kterým stojí světoznámý architekt Ricardo Bofill. Za tuto zdařilou rekonstrukci budova získala ocenění Best of Realty 2000. 
Aby mohl Palác Karlín plnit současné požadavky nájemců a nejmodernější standardy, prošla budova další rozsáhlou rekonstrukcí trvající 5 let, rekonstrukce byla dokončena v roce 2023.  
Majitel budovy je  investiční společnost Lincoln Property Company.

## Historie
Původní budovu stavěla firma Václava Nekvasila pravděpodobně podle návrhu brněnského architekta Bohumíra F. A. Čermáka pro karlínskou firmu Českomoravská–Kolben–Daněk na přelomu 20. a 30. let 20. století. Strojírna se nacházela v prostoru zdejšího průmyslového strojírenského areálu mezi karlínskými ulicemi Křižíkova, Thámova, Pernerova a Šaldova. 

## Architektonická ocenění
- Best of Realty 2000
- Building of the Year 2000